# Samopogonski izstrelek
Sámopogònski izstrélki so eksplozivna bojna sredstva, ki s pomočjo lastnega pogona prenesejo eksploziv na določeno daljavo.

## Delitev
- strateška raketa,
- taktična raketa,
- balistični izstrelek,
- izstrelek zemlja-zemlja,
- izstrelek zemlja-zrak,
- izstrelek zemlja-morje,
- izstrelek zrak-zrak,
- izstrelek zrak-zemlja,
- izstrelek zrak-morje,
- izstrelek morje-morje,
- izstrelek morje-kopno,
- izstrelek morje-zrak,
- torpedo.